# Namibische Botschaft in Wien

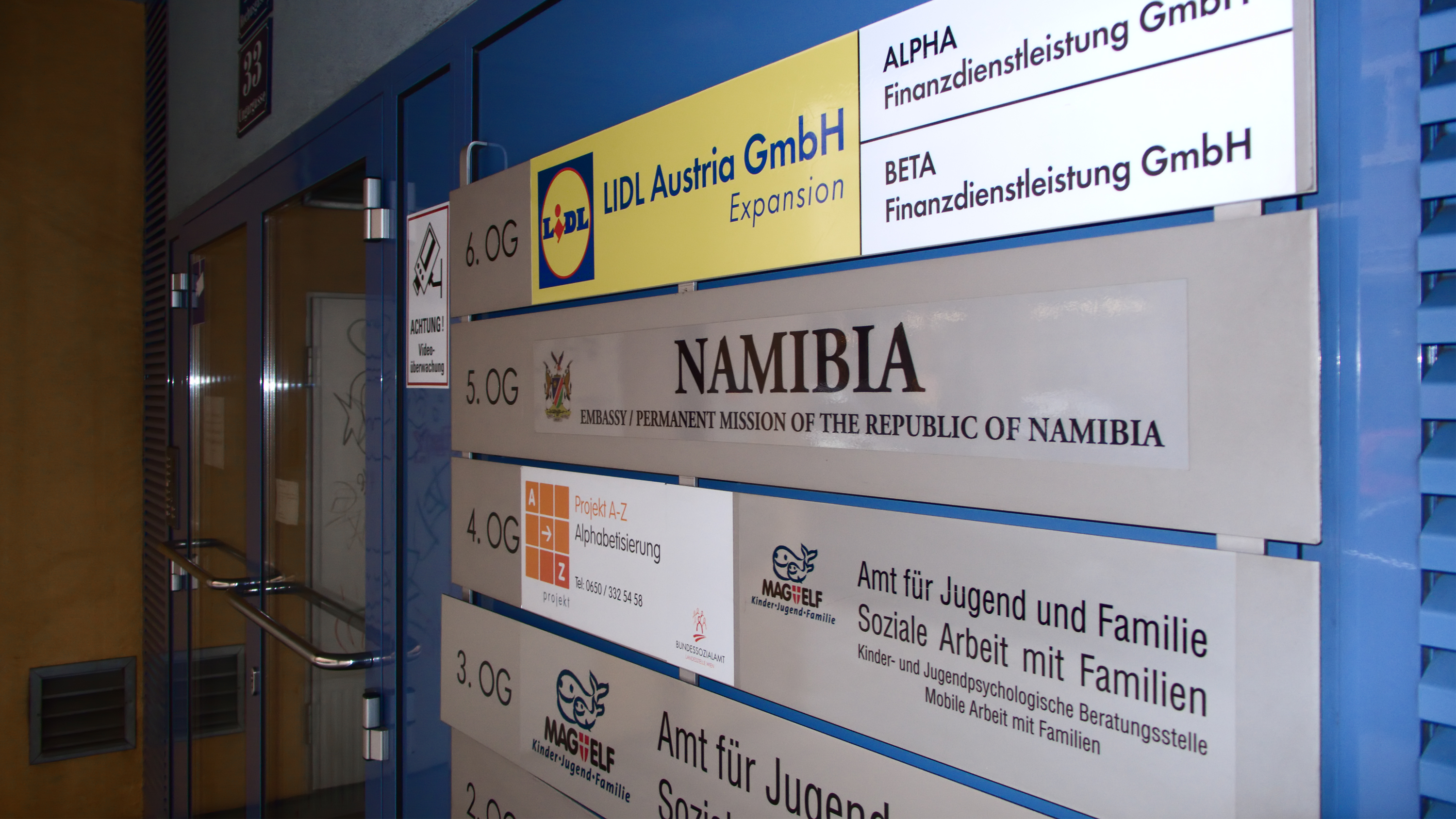
Ehemalige Botschaft im Bürohaus Ungargasse 33

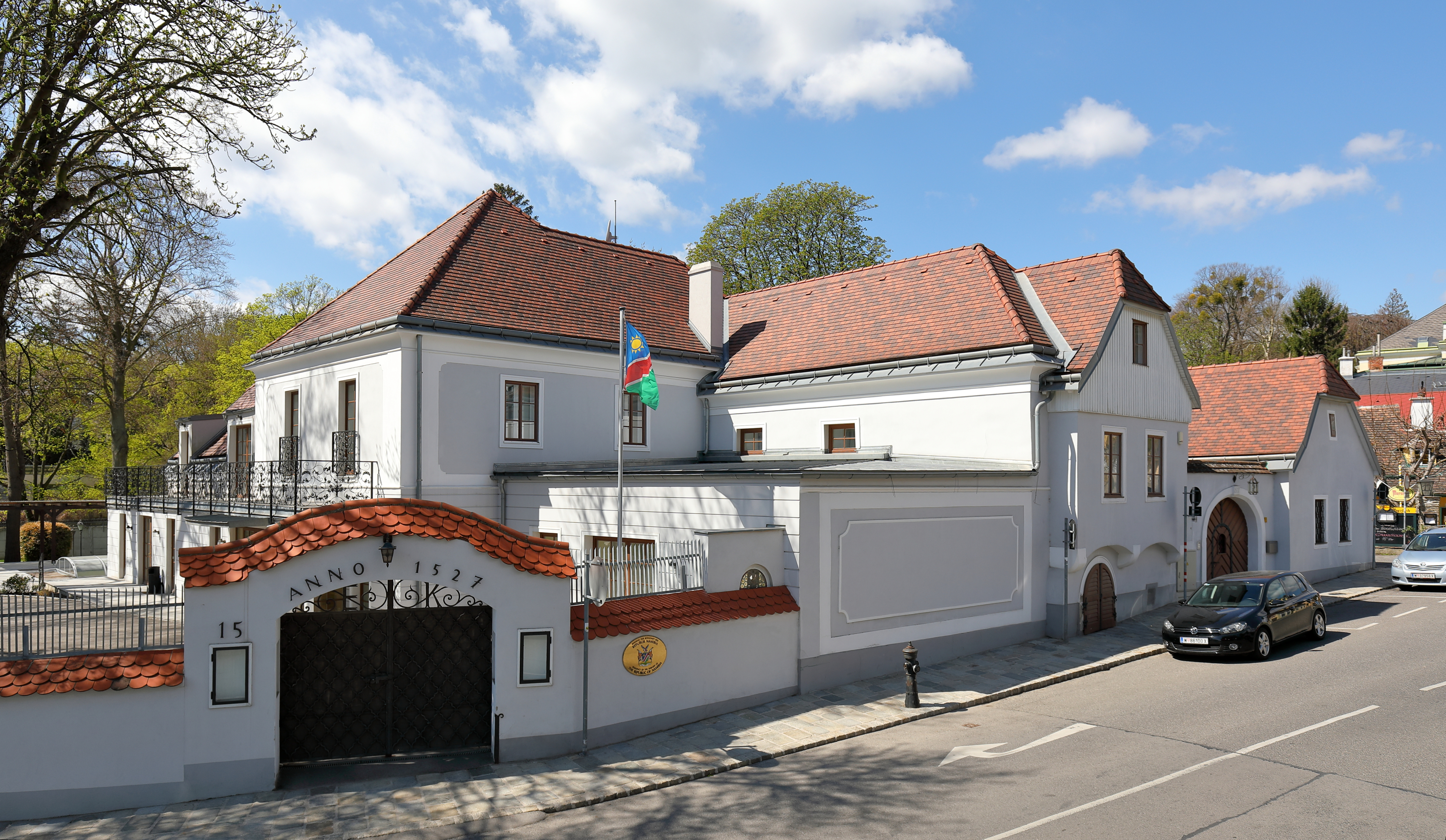
Residenz des namibischen Botschafters im „Alten Preßhaus“ am Peter-Alexander-Platz 1, ehemals Cobenzlgasse 15, Wien

Die Namibische Botschaft und Ständige Vertretung in Wien (englisch Embassy of the Republic of Namibia to the Republic of Austria and Permanent Mission in Austria) ist die offizielle diplomatische Vertretung der Republik Namibia in Österreich sowie für die Staaten Bosnien und Herzegowina, Bulgarien,  Kroatien, Montenegro, Nordmazedonien, Rumänien, Serbien, Slowakei,  Slowenien, Tschechien und Ungarn. Die Botschaft dient auch als Namibias Ständige Vertretung bei den Vereinten Nationen in Wien.
Die Botschaft wurde am 19. September 2006 eröffnet. Ihre Aufgaben wurden zuvor von der Namibische Botschaft in Berlin übernommen. Sie hat ihren Sitz in der Zuckerkandlgasse 2 im 19. Wiener Gemeindebezirk Döbling. Namibischer Botschafter in Österreich ist Vasco Samupofu. Von 2019 bis 2023 nahm Nada Kruger die Position ein.

## Botschafter der Republik Namibia
- 19. September 2006 bis 25. August 2010: Selma Ashipala-Musavyi
- 25. August 2010 bis 4. September 2013: Raphael Dinyando (* 1960; † 2013)
- 15. September 2013 bis ?: Simon Maruta (* 1960)
- 19. März 2019 bis 2023: Nada Kruger (* 1960)
- seit dem 10. Mai 2023: Vasco Sampofu

## Abteilungen
Die Namibische Botschaft übernimmt in der diplomatischen Zusammenarbeit zahlreiche Aufgaben, welche sich auf folgende Abteilungen verteilen:
- Büro des Botschafters
- Politik und Pressearbeit
- Verteidigung
- Wirtschaft und Handel
- Kultur/Visa/Konsulat/Soziales

## Honorarkonsulate
- in  Österreich
  - Grafenstein
  - Linz
  - Salzburg
- in  Ungarn
  - Budapest